# Umberto Cesari
Umberto Cesàri (Chieti, 13 ottobre 1920 – Roma, 1992) è stato un pianista italiano.

## Biografia
Nacque a Chieti nel 1920, da Cesare Cesàri, ufficiale dell'esercito, e da Angela D'Ingiullo. 
Studiò al conservatorio a Roma ma venne espulso perché non leggeva la musica e suonava ad orecchio.
Si appassionò al jazz e la sua qualità artistica lo pone tra i maestri del jazz: "Nulla di simile a Umberto Cesàri è esistito nel jazz italiano, e nulla di simile può essere rintracciato nel jazz europeo".
Nel dopoguerra suonò con La Roman New Orleans Jazz Band. 
Nel 1948 si esibì in trio con Sergio Coppotelli alla chitarra e Carlo Loffredo al contrabbasso in una popolare trasmissione radiofonica.
Incise in trio con Carlo Pes e Carlo Loffredo e con il quartetto di Aurelio Ciarallo.
Nel 1960 registrò diverse facciate per la RCA.
Poi all'improvviso si ritirò dopo lo scandalo del locale Rugantino di Roma. La Roman Jazz Band con Cesàri al piano, suonava quella sera in cui la ballerina turca Aïché Nana si esibì in uno spogliarello che creò grande scandalo all'epoca. Infatti alcuni musicisti vennero denunciati.
Il 28 marzo 1968 suonò in diretta in un concerto, presentato da Adriano Mazzoletti alla Rai radio, in trio con Giovanni Tommaso al contrabbasso e Daniel Humair alla batteria. Nel 1975 registra il disco Reminiscenze 1975 per la Carosello CLE 21050. È stato maestro di jazz dal 1974 al 1978 del compositore Fabrizio De Rossi Re. Il figlio Leonardo Cesari, nato nel 1961, è batterista e percussionista in varie formazioni della Capitale.